# Juan Fabila Mendoza
Juan Fabila Mendoza (ur. 5 czerwca 1944 w Meksyku) – meksykański bokser kategorii koguciej, brązowy medalista letnich igrzysk olimpijskich  w Tokio.